# Cybocephalus palmarum
Cybocephalus palmarum là một loài bọ cánh cứng trong họ Cybocephalidae. Loài này được Peyerimhoff miêu tả khoa học năm 1931.